# Mustasaari (ö i Finland, Södra Savolax, Nyslott, lat 61,93, long 29,32)
Mustasaari är en ö i Finland. Den ligger i sjön Puruvesi och i kommunen Nyslott i  landskapet Södra Savolax, i den sydöstra delen av landet, 300 km nordost om huvudstaden Helsingfors. Öns area är 40,6 hektar och dess största längd är 1,1 kilometer i sydöst-nordvästlig riktning.